# Хижняк Іван Іванович
Іва́н Іва́нович Хижня́к (1985—2022) — лейтенант Збройних сил України, учасник російсько-української війни.

## Життєпис
Народився 13 травня 1985 року в селі Мар'ївка Запорізької області. Навчався в місцевій школі. Вступив до військового льотного технікуму. Потім навчався у Дніпропетровському авіаційному університеті.
У квітні 2022 року мобілізований у званні лейтенанта в лави морської піхоти. Був заступником командира ремонтної роти ракетно-артилерійського озброєння, з морально-психологічного забезпечення.
Загинув 9 жовтня 2022 року поблизу населеного пункту Давидів Брід Херсонської області.

## Нагороди
- Орден «За мужність» III ступеня[1].